# Ниче, Франк
Франк Ниче (нем. Frank Nitsche; род. 1964, Гёрлиц, Германия) — современный немецкий живописец.

## Образование
- 1988—1993 Hochschule fur Bildende Künste (HfBK), Дрезден
- 1993—1995 HfBK Dresden, MFA (учился у профессора Kerbach)
- 1998 Scholarship of the Künstlerhaus Schloss Wiepersdorf

## Творчество
Франк Ниче создает абстрактные работы, в которых динамичные линии формируют сложные, пересекающиеся поверхности. Цветовая палитра, как правило, сдержанная. Четкие контуры цветовых пятен напоминают визуальный язык комиксов. Этим живопись Фрэнка Нитче вызывает в памяти образы популярной культуры и в то же время принадлежит к традиционной абстракции, близка живописи жестких контуров.

## Персональные выставки
- 2008 Reich aber sexy, Galeria Pedro Cera, Lisbon
- 2008 DROPS, Galerie Max Hetzler, Berlin
- 2007 Discipline[2] (с Эберхардом Хафекостом), Gow Langsford Gallery, Окленд
- 2007 Jazz, Galerie Gebr. Lehmann, Dresden
- 2007 FRAC Auvergne — Ecuries de Chazerat, Clermont Ferrand
- 2007 Frank Nitsche International, Musée d’Art Moderne et Contemporain, Strasbourg
- 2006 Ultravisitor, Galerie Nathalie Obadia, Paris
- 2005 GREEN, Galerie Max Hetzler, Berlin
- 2005 Very Friendly Fire: Born to Make You Happy
- 2005 Leo Koenig Inc., New York
- 2005 Don’t Panic, Galerie Rüdiger Schöttle, Munich
- 2005 The Hardest Part: Recent Paintings, Galerie Gebr. Lehmann, Dresden
- 2004 Die Unvereinbarkeit von Newtons Gravitationstheorie und der speziellen Relativitätstheorie, Galerie Max Hetzler, Berlin
- 2004 Peintures récentes, Art & Public — Cabinet PH, Geneva
- 2003 Face Me, Galerie Onrust, Amsterdam
- 2003 Construction Time aAain, Galerie Gebr. Lehmann, Dresden
- 2003 Nanorobs, Galerie Nathalie Obadia, Paris
- 2002 Winterorbit, Leo Koenig Inc., New York
- 2002 Galerie Max Hetzler, Berlin
- 2001 J.F.B. — Hobby Industries (with E. Havekost), Galerie Onrust, Amsterdam
- 1999 Sauerstoff: Malerei und Zeichungen, Galerie Gebr. Lehmann, Dresden
- 1999 Flugplatz Reinsdorf, California (with E. Havekost)
- 1999 Kunsthalle Vierseithof, Luckenwalde
- 1998 Geiz, Luxus (with E. Havekost), Kulturwissenschaftliches Institut, Essen
- 1997 Splatter, Galerie Gebr. Lehmann, temporary project room, Berlin-Mitte
- 1996 BLOCK HILMAR-MACHTGRAU, Galerie Gebr. Lehmann, Dresden
- 1994 J.D. Bilder, Galerie Gebr. Lehmann, Dresden